# Tomokazu Nagira
Tomokazu Nagira (柳楽 智和?, Nagira Tomokazu; Shimane, 17 ottobre 1985) è un ex calciatore giapponese, di ruolo difensore.